# Camps de secours pour les chômeurs
Les camps de secours pour les chômeurs (en anglais : Unemployment Relief Camps) sont un réseau de camps de travail « volontaires » établis par le Gouvernement canadien de Richard Bedford Bennett pendant Grande dépression, où les hommes célibataires, chômeurs et/ou itinérants effectuait un travail physique contre un logis et de la nourriture.
Formés en 1932 recommandation du major général Andrew McNaughton, les camps sont placés sous la responsabilité du ministère de la Défense Nationale du Canada.